# Теодорс Удерс

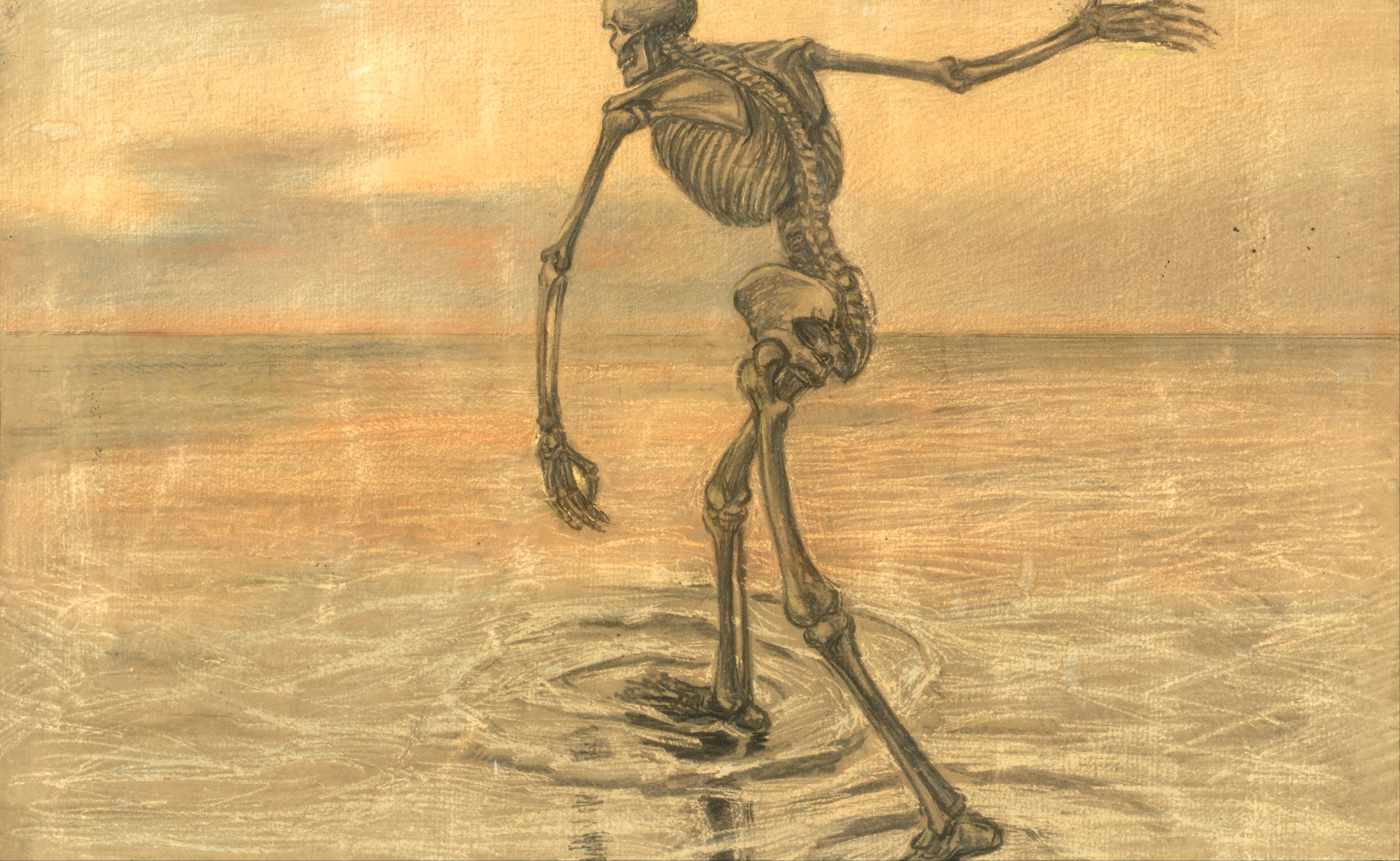
Смерть, Теодор Удерс, 1914

Теодор Удерс (3 травня 1868, Валміера — 20 серпня 1915, Валміера) — латвійський художник.

## Життєпис
Теодорс Удерс зробив яскраву кар'єру; ігноруючи бажання своїх батьків, щоби він став фермером, став кухарем на кораблі в 1884 і провів наступні шість років у морі. Повернувшись до Риги, три роки провів у запасі у гвардійській частині в Санкт-Петербурзі, після чого до 1897 займався особистим вивченням філософії. Потім два роки провів у Санкт-Петербурзькій художньо-промисловій академії, вивчаючи мистецтво. 
Кілька років подорожував Російською імперією з дружиною, заробляючи на життя портретами та пейзажами.
У 1905 повернувся до свого рідної Валміери в Латвію, зайняв посаду вчителя мистецтва і залишився там до своєї смерті в 1915. За життя творчість художника не користувалася попитом. Удерс отримав визнання лише після своєї смерті, що із жалем зазначив мистецтвознавець Борис Віппер.